# Ram (schip, 1941)
De Ram was een schip dat als mijnenveger/vliegtuigmoederschip voor de Gouvernementsmarine werd gebouwd maar nooit als zodanig heeft gevaren.
Het schip werd na de tewaterlating van 14 december tot 20 december 1941 versleept voor de afbouw naar Tjilatjap, Zuid-Java. 2 maart 1942 werd het schip aan de afbouwkade door marinepersoneel tot zinken gebracht. Na de bezetting door Japan werd het schip door de Japanners gelicht, naar Soerabaja versleept, gerepareerd en afgebouwd als kanonneerboot Nanshin.
In augustus 1945 werd het schip in Soerabaja ontdaan van veel onderdelen teruggevonden en ter plaatse gesloopt.

## Naam
Gebruikelijk is dat de naam van schepen van de Koninklijke Marine ook bestaat uit Hr.Ms. of Zr.Ms.. Dit predicaat betreft echter schepen die de wimpel voeren, wanneer zij in dienst zijn, onder het bevel van een officier of onderofficier van de Koninklijke marine staan en een militaire bemanning hebben. Dit schip is echter nooit formeel opgeleverd en in dienst gesteld, maar is voor die tijd weer gesloopt. Eerst voor de onderdelen.